# Miserere (Rouault)

Miserere est un cycle de 58 estampes gravées par Georges Rouault, l'ensemble étant conçu du 22 novembre 1908 à 1917, puis préparé pour l'édition en 1927 et finalement imprimé au format in-folio en 1948,.